# ソフト今井
ソフト今井（ソフトいまい、1977年2月16日 - ）は、日本のプロレスのレフェリー、元大相撲呼出。本名：今井 大輔（いまい だいすけ）。呼出時代は武蔵川部屋所属で呼出名は大輔（だいすけ）。

## 経歴
長野県出身。長野県長野西高等学校中退後、大相撲の武蔵川部屋に入門し、呼出となるが、序ノ口呼出を務めたのみであった。
1998年に退職してプロレス界へ。2003年2月16日、ターザン後藤一派にてレフェリーデビュー。
2008年、ハッスルへ移籍。数多くのメインイベントを裁いた。
2009年、ハッスルを離脱し、SMASHに参加。旗揚げ以来メインレフェリーとして活動してきた。
ところが、2011年のSMASH.19で来日したVENENOに日本の伝道者として啓示と洗脳を受け、奇行や伝道行為が目立つようになり、謹慎処分。
その後、VENENOの手刀を受けて正気を取り戻し、SMASH.22で復帰。
2012年4月5日、TAJIRI以下元SMASH所属全選手、練習生とともに、新団体「WNC」に移籍。
WNCでもメインレフェリーを務めるが、所属選手である高橋匡哉と親友であり、宇宙人ギミックの高橋星人だったときには新人の試合を担当する日向小陽レフェリーを退けて高橋びいきのレフェリングをしていた。
2014年になるとメインをフリーのチョリソに奪われるようになり、レフェリング回数が減少。その後、6月14日八王子大会でのTAJIRI VS ダンプ松本戦を裁くことになり、事前にダンプ率いる極悪同盟びいきの悪徳レフェリーとして一世を風靡した阿部四郎に弟子入りし、ダンプびいきのレフェリングを炸裂させTAJIRIを反則負けにした。
6月を以ってWNCが活動停止になると、今度はREINAでダンプや堀田祐美子らをひいきするレフェリングを継続する。また、2年前にWNCを退団した華名にコンサルタント就任を要請した。
8月30日の加藤悠査定マッチでのレフェリングに対して須佐えりから抗議を受け、それに対して査定を勧告するが木藤裕次から逆に須佐 VS アレックス・リーで査定を課されてしまう。
10月9日、査定マッチに臨み最初は反則カウントやロープブレイクなども厳格に採る公平なレフェリングを展開するが、須佐がリーをフォールする体制でカウントを2で止めた後、須佐の抗議に対して平手打ち、結局はリーの勝利に導いたため、REINA追放を宣告され、捨て台詞とともに退場した。
追放後は華名コンサルタントの秘書となり、マネージャーを務める。一方でレフェリーとしてはASUKA PROJECTで活動。
2020年、W-1休止後、主な主戦場をディアナへと移す。ディアナの道場マッチでは専属レフェリーといっても過言ではないほど裁いている。
ソフト今井としてのレフェリングは、試合によってはコミカルまたは悪徳な贔屓スタイルで行い、選手以上に目立つムーブもあるため、リングアナにコールされた際には、ブーイングなどが飛んだりもする。
GLEATに至っては、そのイメージを一掃するため、旗揚げ以降は本名で参加している。